# 옥토끼

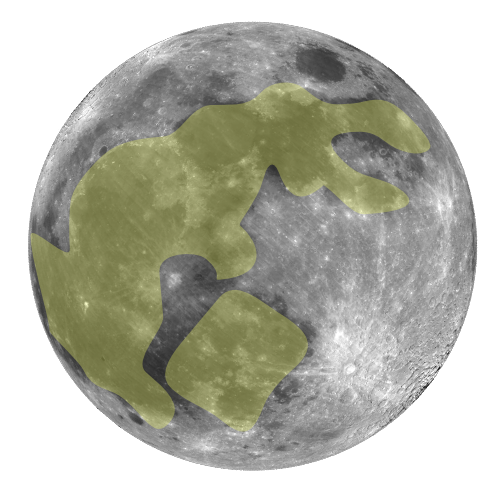
달의 어두운 부분이 얼핏 절구를 찧는 토끼로 보인다

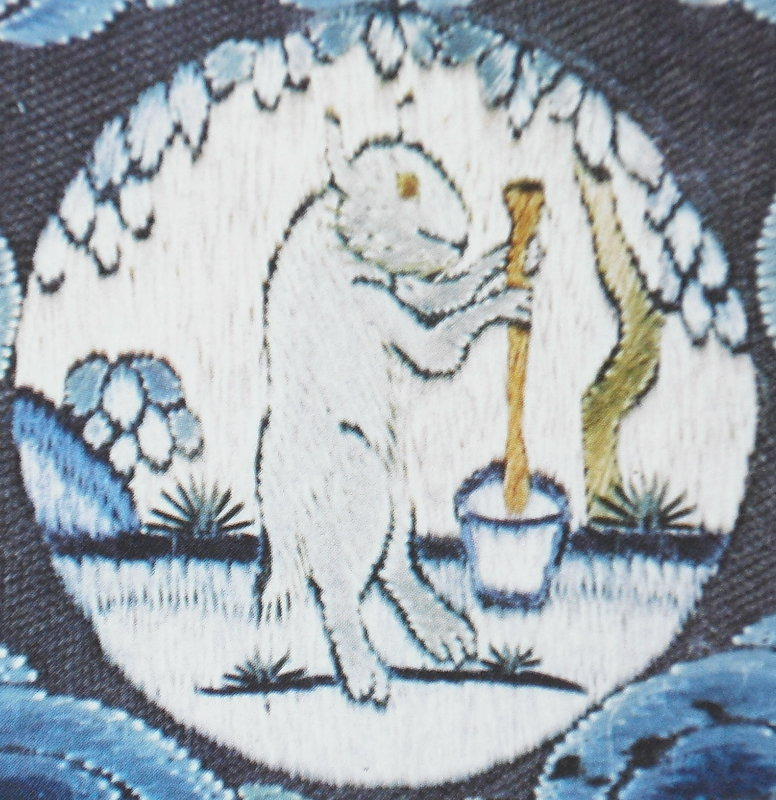
18세기 청나라 황제 옷에 그려진 옥토끼

옥토끼(玉兔, 月兔)는 동아시아의 전설에서 달에 산다는 토끼를 말한다.

## 같이 보기
- 상아 (전설)
- 달의 바다
- 문래빗 (만화)